# Werner Fuetterer
Werner Fuetterer född 10 januari 1907 i Barth, Tyskland, död 7 februari 1991 i Benidorm, Spanien, var en tysk skådespelare. Han var krigsbarn och fosterson till Hjalmar Bergman.

## Filmografi (urval)
- 1925 – Flygande holländaren
- 1926 – Faust
- 1926 – Flickorna Gyurkovics
- 1930 – Dig eller ingen
- 1943 – Ta hand om min fru!
- 1955 – Djävulens general
- 1956 - Du är musik
- 1959 - La paloma
- 1959 - Flickan från baletten